# Руденківська сільська рада
Руденківська сільська рада — колишній орган місцевого самоврядування у Новосанжарському районі Полтавської області з центром у c. Руденківка.

## Населені пункти
Сільраді були підпорядковані населені пункти:
- c. Руденківка
- с. Дубина
- с. Мар'янівка
- с. Пудлівка